# 프레스토 (영화)
프레스토(Presto)는 미국에서 제작된 더그 스윗랜드 감독의 2008년 컴퓨터 애니메이션 영화이다. 리처드 E. 홀랜더 등이 제작에 참여하였다. 장편 영화 월-E가 상영되기 전 극장에서 상영되었다. 이 단편 영화는 쇼를 공연하려고 하지만 토끼 알렉이 당근을 받을 때까지 협력하지 않으려는 상황에 처한 한 마법사 프레스토에 관한 이야기를 다룬다.

## 제작진
- 미술: Harley Jessup
- Ass-PD: 제이 워드